# Ducati Corse
A Ducati Corse é a equipe oficial da Ducati no campeonato mundial de motovelocidade MotoGP, seus pilotos são o italiano Franceso Bagnaia e o espanhol Marc Marquez

## História
A Ducati Desmosedici GP9 que foi oficialmente apresentada no Wroom 2009, contou com um chassis em fibra de carbono e usou pneus Bridgestone. A Ducati conquistou dois títulos mundiais de pilotos, Casey Stoner venceu o campeonato de 2007 e Franceso Bagnaia venceu em 2022
Na Temporada de MotoGP de 2008 a Ducati contava aos comandos das suas motas com Casey Stoner e Marco Melandri, este ultimo não conseguiu adaptar-se bem à mota, não indo além do 17º lugar na geral, enquanto Stoner ficou em 2º atrás de Valentino Rossi. 
Na Temporada de MotoGP de 2022, a equipe teve como pilotos o italiano Francesco Bagnaia e o australiano Jack Miller. Ao final da temporada o italiano Francesco Bagnaia quebrou o jejum de títulos de pilotos da Ducati que durou 15 anos, o piloto italiano reverteu um déficit de 91 pontos no campeonato que tinha em relação ao francês Fabio Quartararo e ficou com o título no GP de Valência.
Para a temporada 2023 a equipe italiana anunciou a saída do australiano Jack Miller e a contratação do também italiano Enea Bastianini. 
Além da equipe de fábrica a Ducati também é uma montadora que fornece motos para equipes satélites, no campeonato de 2023 são esperada ao menos 8 motos da Ducati entre a equipe oficial e equipes privadas, sendo a montadora com mais motos no grid. 

## Títulos
- Moto GP Individual: Casey Stoner 2007
- Moto GP Individual: Francesco Bagnaia 2022
- Moto GP Equipes: 2021/2022
- Moto GP Montadoras: 2020/2021/2022